# Élections législatives de 1876 dans le Cher
Les élections législatives de 1876 ont eu lieu les 20 février et 5 mars.

## Résultats à l'échelle du département
| Partis         | Partis                        | Premier tour | Premier tour | Sièges |
| Partis         | Partis                        | Voix         | %            | Sièges |
| -------------- | ----------------------------- | ------------ | ------------ | ------ |
|                | Gauche républicaine           | 21 591       | 30,20        | 3      |
|                | Orléanistes, Constitutionnels | 17 912       | 25,06        | 0      |
|                | Bonapartistes                 | 12 405       | 17,35        | 0      |
|                | Centre gauche                 | 10 696       | 14,96        | 1      |
|                | Extrême gauche                | 6 885        | 9,63         | 1      |
|                | Légitimistes                  | 2 001        | 2,80         | 0      |
|                |                               |              |              |        |
| Inscrits       | Inscrits                      | 90 025       | 100,00       | 5      |
| Votants        | Votants                       | 72 214       | 80,22        |        |
| Abstentions    | Abstentions                   | 17 811       | 19,78        |        |
| Blancs et nuls | Blancs et nuls                | 724          | 1,00         |        |
| Exprimés       | Exprimés                      | 71 490       | 99,00        |        |

## Résultats par circonscription

### Arrondissement de Bourges

#### 1recirconscription
| Candidat       | Candidat           | Parti               | Premier tour | Premier tour |
| Candidat       | Candidat           | Parti               | Voix         | %            |
| -------------- | ------------------ | ------------------- | ------------ | ------------ |
|                | Philippe Devoucoux | Gauche républicaine | 7 649        | 51,54        |
|                | Louis Buffet       | Constitutionnel     | 7 192        | 48,46        |
|                |                    |                     |              |              |
| Inscrits       | Inscrits           | Inscrits            | 18 836       | 100,00       |
| Votants        | Votants            | Votants             | 14 902       | 79,11        |
| Abstention     | Abstention         | Abstention          | 3 934        | 20,89        |
| Blancs et nuls | Blancs et nuls     | Blancs et nuls      | 61           | 0,41         |
| Exprimés       | Exprimés           | Exprimés            | 14 841       | 99,59        |

#### 2ecirconscription
| Candidat       | Candidat            | Parti               | Premier tour | Premier tour |
| Candidat       | Candidat            | Parti               | Voix         | %            |
| -------------- | ------------------- | ------------------- | ------------ | ------------ |
|                | Auguste Boulard     | Gauche républicaine | 7 621        | 54,92        |
|                | Callande de Clamecy | Bonapartiste        | 3 962        | 28,55        |
|                | Monnier             | Orléaniste          | 2 293        | 16,52        |
|                |                     |                     |              |              |
| Inscrits       | Inscrits            | Inscrits            | 17 335       | 100,00       |
| Votants        | Votants             | Votants             | 13 944       | 80,44        |
| Abstention     | Abstention          | Abstention          | 3 391        | 19,56        |
| Blancs et nuls | Blancs et nuls      | Blancs et nuls      | 68           | 0,49         |
| Exprimés       | Exprimés            | Exprimés            | 13 876       | 99,51        |

### Arrondissement de Saint-Amand

#### 1recirconscription
| Candidat       | Candidat         | Parti          | Premier tour | Premier tour |
| Candidat       | Candidat         | Parti          | Voix         | %            |
| -------------- | ---------------- | -------------- | ------------ | ------------ |
|                | Jean Girault     | Extrême gauche | 6 885        | 52,67        |
|                | Lucien Corvisart | Bonapartiste   | 4 186        | 32,02        |
|                | Bonnault         | Légitimiste    | 2 001        | 15,31        |
|                |                  |                |              |              |
| Inscrits       | Inscrits         | Inscrits       | 16 737       | 100,00       |
| Votants        | Votants          | Votants        | 13 090       | 78,21        |
| Abstention     | Abstention       | Abstention     | 3 647        | 21,79        |
| Blancs et nuls | Blancs et nuls   | Blancs et nuls | 18           | 0,14         |
| Exprimés       | Exprimés         | Exprimés       | 13 072       | 99,86        |

#### 2ecirconscription
| Candidat       | Candidat               | Parti               | Premier tour | Premier tour |
| Candidat       | Candidat               | Parti               | Voix         | %            |
| -------------- | ---------------------- | ------------------- | ------------ | ------------ |
|                | Philippe Devoucoux     | Gauche républicaine | 6 321        | 55,14        |
|                | Comte de Saint-Sauveur | Orléaniste          | 3 774        | 32,92        |
|                | Clogenson              | Bonapartiste        | 1 369        | 11,94        |
|                |                        |                     |              |              |
| Inscrits       | Inscrits               | Inscrits            | 14 800       | 100,00       |
| Votants        | Votants                | Votants             | 11 989       | 81,01        |
| Abstention     | Abstention             | Abstention          | 2 811        | 18,99        |
| Blancs et nuls | Blancs et nuls         | Blancs et nuls      | 525          | 4,38         |
| Exprimés       | Exprimés               | Exprimés            | 11 464       | 95,62        |

M. Philippe Devoucoux ayant choisi la circonscription de Bourges, des élections législatives complémentaires sont organisées en avril et voient élire M. Eugène Rollet.

### Circonscription de Sancerre
| Candidat       | Candidat                     | Parti           | Premier tour | Premier tour |
| Candidat       | Candidat                     | Parti           | Voix         | %            |
| -------------- | ---------------------------- | --------------- | ------------ | ------------ |
|                | Ernest Duvergier de Hauranne | Centre gauche   | 10 696       | 58,65        |
|                | Arthur de Chabaud-Latour     | Constitutionnel | 4 653        | 25,51        |
|                | Jacques Guillaumin           | Bonapartiste    | 2 888        | 15,84        |
|                |                              |                 |              |              |
| Inscrits       | Inscrits                     | Inscrits        | 22 317       | 100,00       |
| Votants        | Votants                      | Votants         | 18 289       | 81,95        |
| Abstention     | Abstention                   | Abstention      | 4 028        | 18,05        |
| Blancs et nuls | Blancs et nuls               | Blancs et nuls  | 52           | 0,28         |
| Exprimés       | Exprimés                     | Exprimés        | 18 237       | 99,72        |